# 千年村 (青森県)
千年村（ちとせむら）は、かつて青森県にあった村。

## 沿革
- 1889年（明治22年）4月1日 - 町村制施行により中津軽郡小栗山村、松木平村、清水森村、原ケ平村、大和沢村、一野渡村が合併し、千年村が発足。
- 1955年（昭和30年）3月1日 - 弘前市に編入され消滅。